# باوسیا
باوسیا (به لاتین: Bausia) یک روستا در بنگلادش است که در استان باریسال و در ناحیه باریسال واقع شده است.